# Веселка звичайна
Весе́лка звича́йна  (Phallus impudicus L.) — вид грибів роду веселка.

## Опис

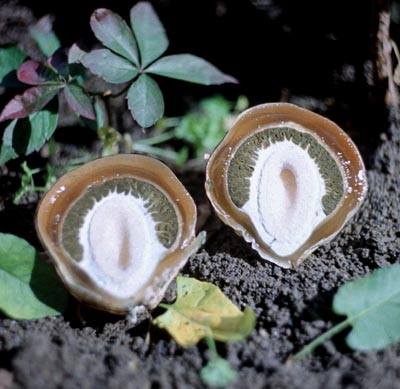
Плодове тіло «яйце» в розрізі

Молоде плодове тіло веселки спочатку має форму білої, брудно-білуватої, кремово-жовтуватої кулі чи яйця доволі великих розмірів, діаметром 4—6 см, що має народну назву «відьомське яйце». Всередині «яйця» під щільною, товстою, слизькою оболонкою знаходиться зеленуватий крихкий м'якуш. Запах м'якуша нерозкритого «яйця» слабкий, запах редьки чи сирої землі. Смак подібний до редьки чи сирої картоплі.
При дозріванні перидій (шкірка) яйця розривається та залишається у вигляді вуалі. Важливо не переплутати з яйцем блідої поганки. Яйце веселки живеньке на дотик, а яйце поганки білосніжне і тверде. З яйця виростає циліндрична, пориста, губчасто-мочалкоподібна, порожниста, крихка, кремово-білувата ніжка заввишки 12—22 см, діаметром 2—4 см із шапинкою. Шапинка опукло-конічна, дзвоноподібна, заввишки 3—4 см, вільна, з'єднана з ніжкою тільки на вершині, брудно-зеленувата, покрита оливково-зеленуватим слизом, зверху має плоский диск з отвором посередині. Дозрілий гриб має сильний, специфічний аромат, що відчувається навіть на відстані кількох метрів. Цей запах має велике біологічне значення, приваблюючи на слиз комах, які та переносять таким чином спори на далекі відстані. Не рідко ці гриби можуть утворювати великі грибниці, які досягають до 10 метрів у діаметрі.
Спори блідо-жовті, видовжено-еліптичні, гладкі, розміром 3,5—5 × 1,5—2 мкм.

## Близькі види
У молодому віці до веселки звичайної подібний квітохвісник Архера.
Близький вид — веселка Адріана  (Phallus hadriani Pers.), що відрізняється більш видовженим, зі складками в основі яйцем, рожевим, світло-пурпуровим, червонуватим у зрілому віці перидієм (шкіркою) та ніжкою висотою до 18 см і діаметром до 8 см.

## Поширення
Зустрічається з кінця квітня по листопад у листяних та мішаних лісах, поряд з дубом, буком, грабом, вільхою та деякими чагарниками. Найбільше полюбляє березові ліси. Росте на багатих гумусом ґрунтах або поблизу гнилої деревини (старі пеньки, гнилі колоди), або під густим покровом листя. Поширений в Європі, на Північному Кавказі, Сибіру, Далекому Сході. В Україні зустрічається в карпатських лісах. Також був помічений у Тернопільській області, зокрема на території Національного парку «Кременецькі гори» що на Кременеччині. Плодові тіла ростуть поодинці, але майже завжди невеликими групами.

## Використання

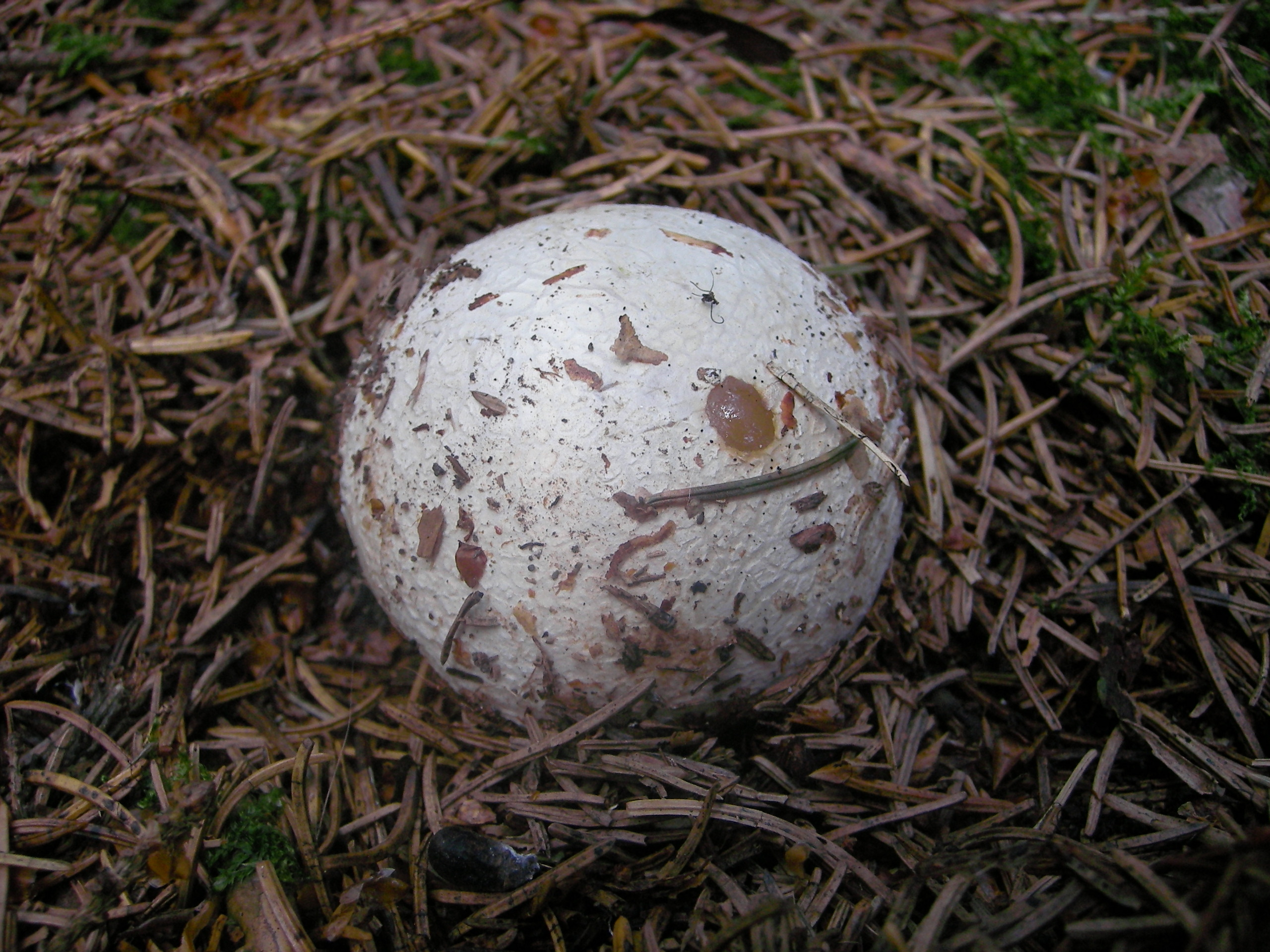
Закрите плодове тіло

Гриб їстівний лише в стадії яйця. Його після видалення слизької оболонки можна вживати сирим, у салатах або смаженим, нарізавши тонкими скибками та обкачавши в сухарях.

## Цікаві факти
- Веселці смердючій належить рекорд швидкості росту серед грибів. За 1 хв шапка підіймається на 5 мм — вона росте просто на очах і вдвічі швидше за бамбук[1]. До свого максимального розміру близько 30 см може вирости приблизно за годину.
- У деяких країнах веселка вважається афродизіаком, присвяченим богині родючості Церері. Сама біномінальна назва гриба Phallus impudicus буквально означає «фалос безсоромний».

## Галерея

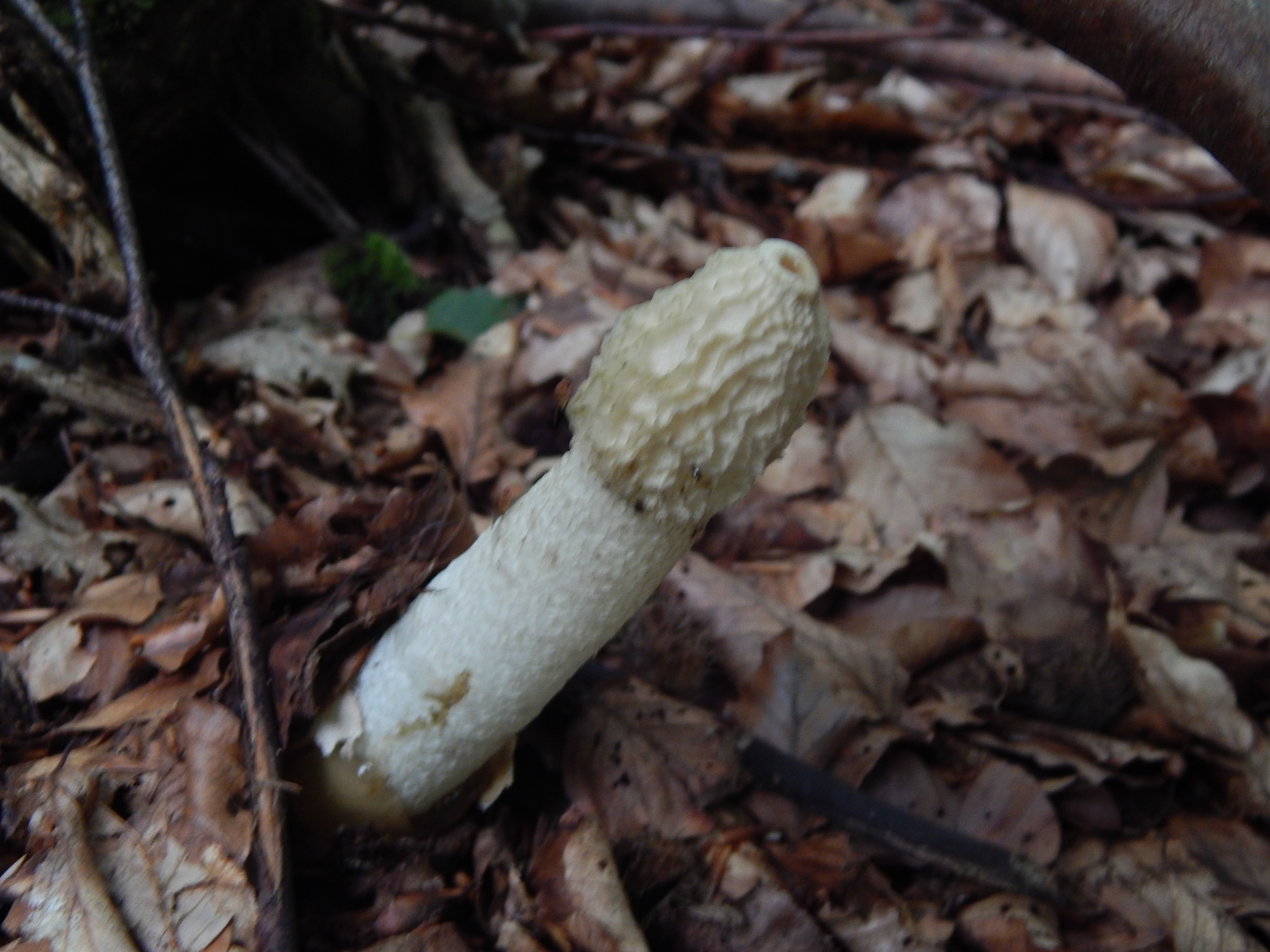
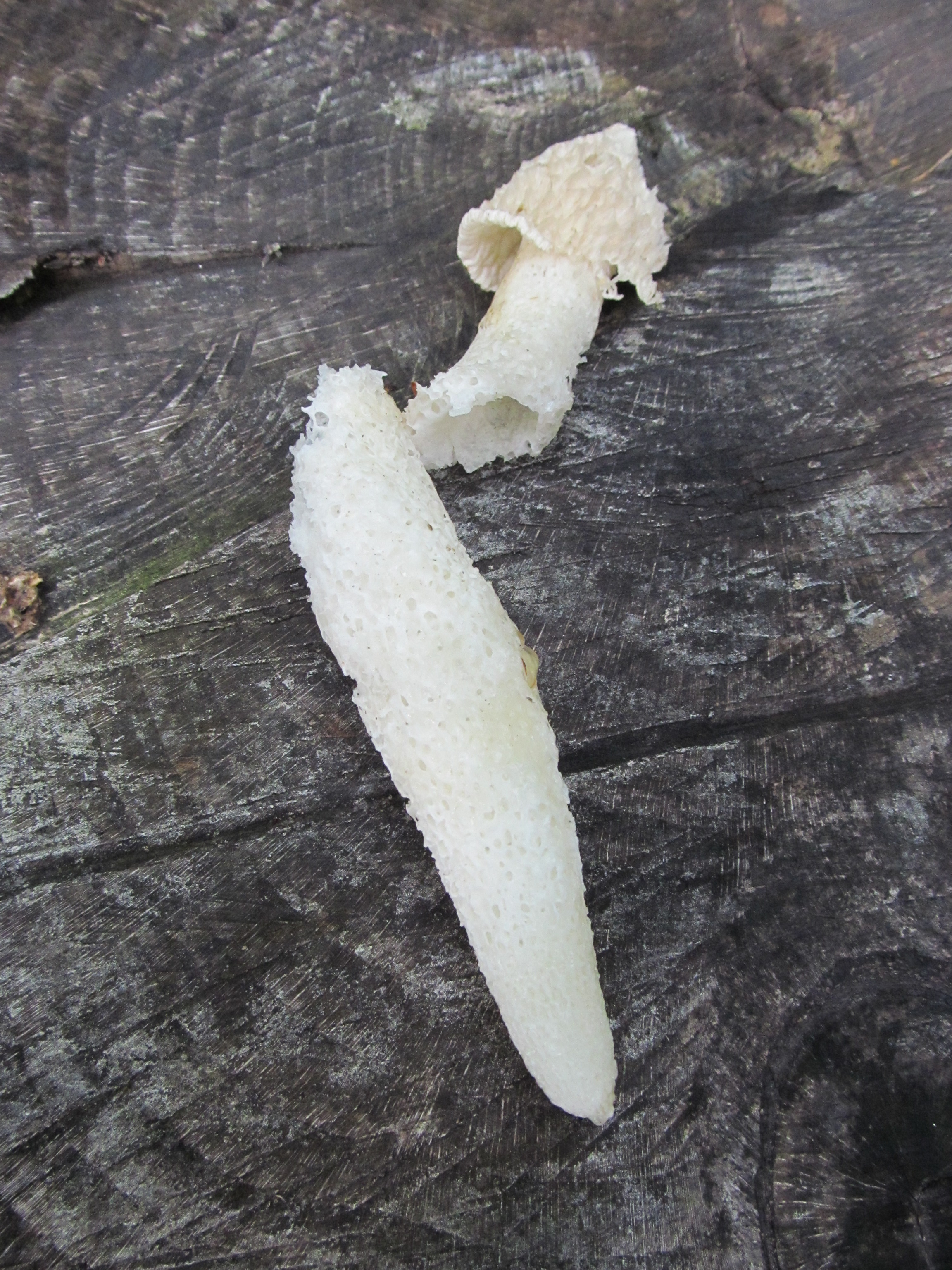
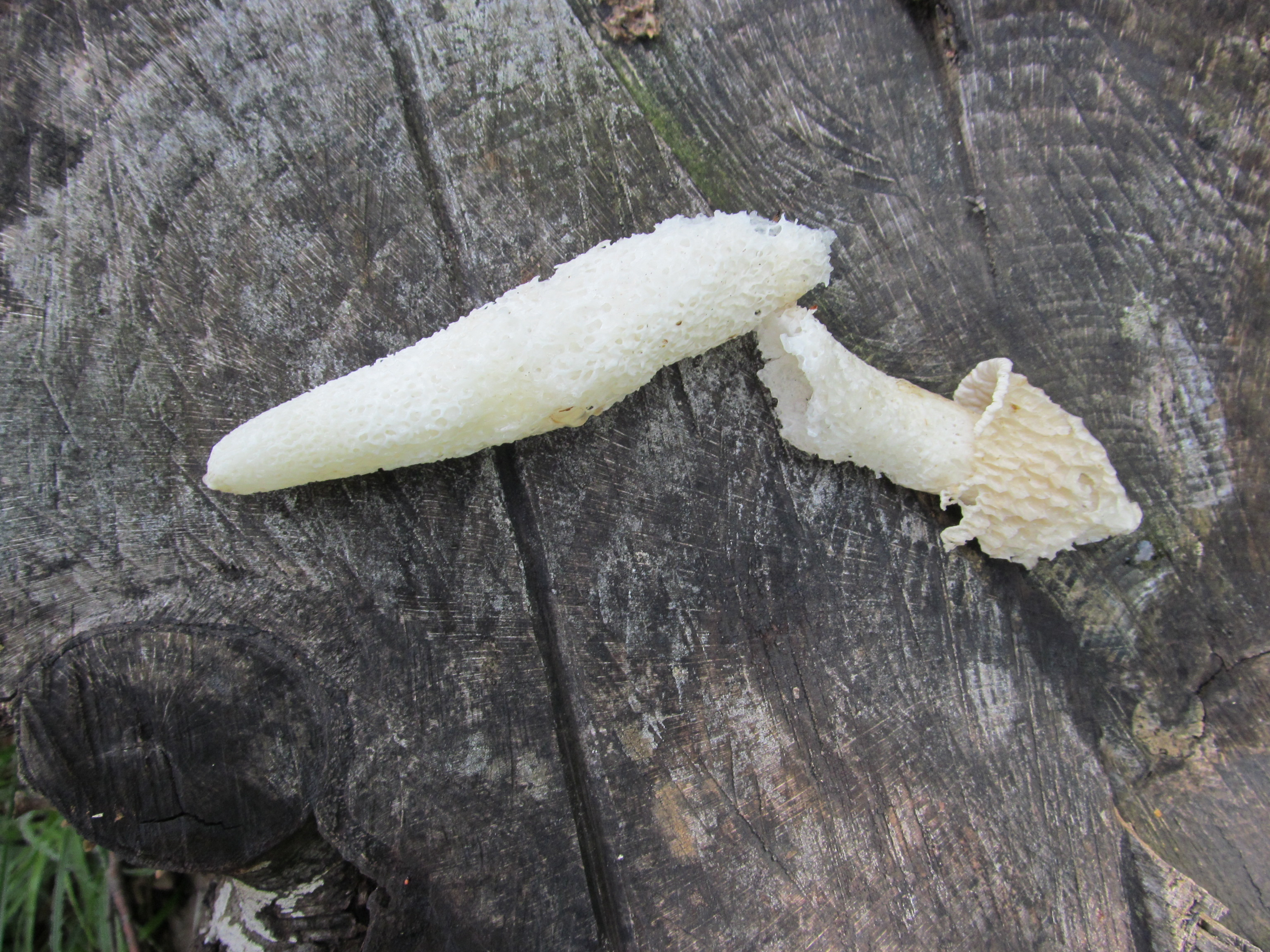
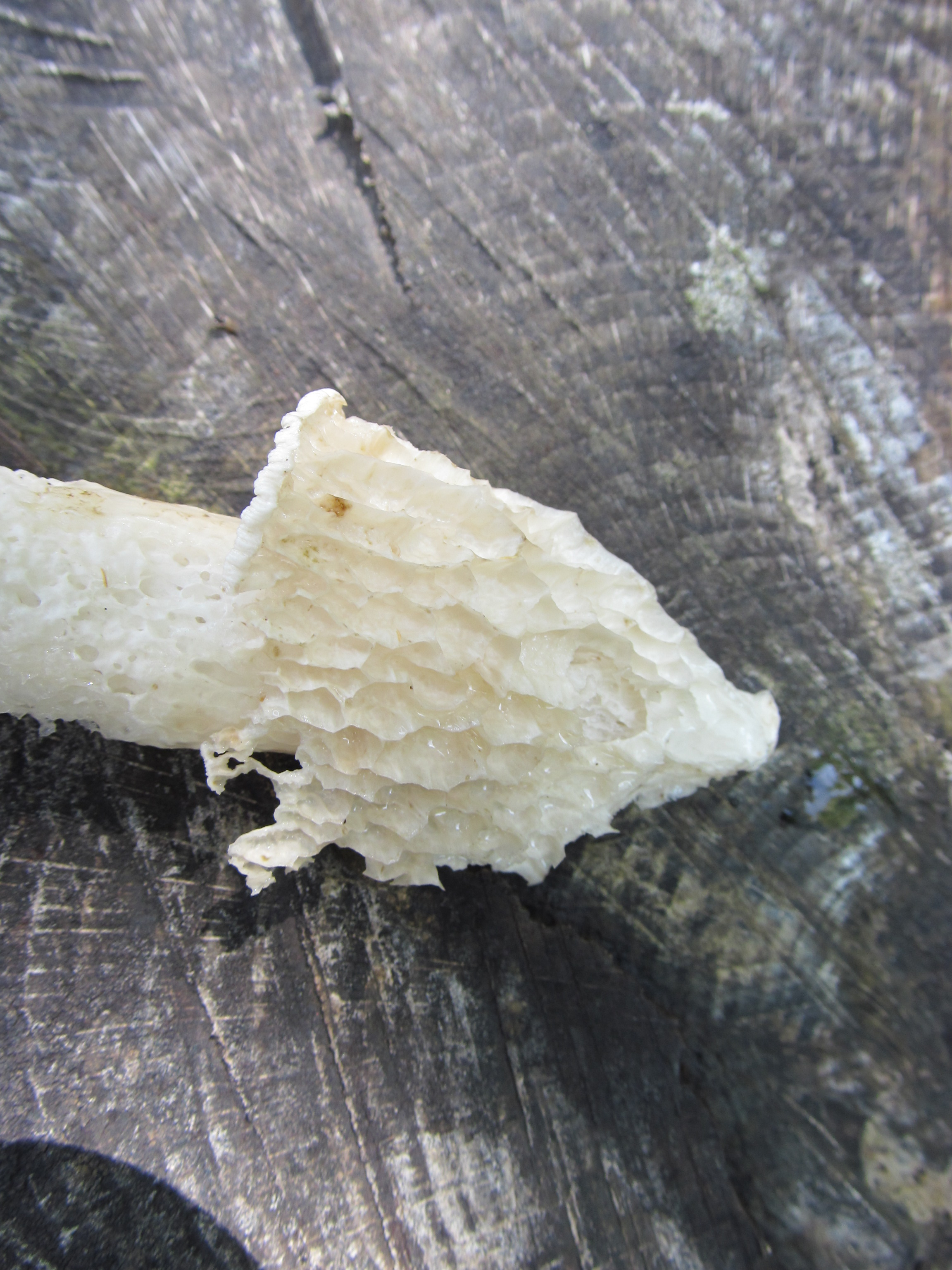
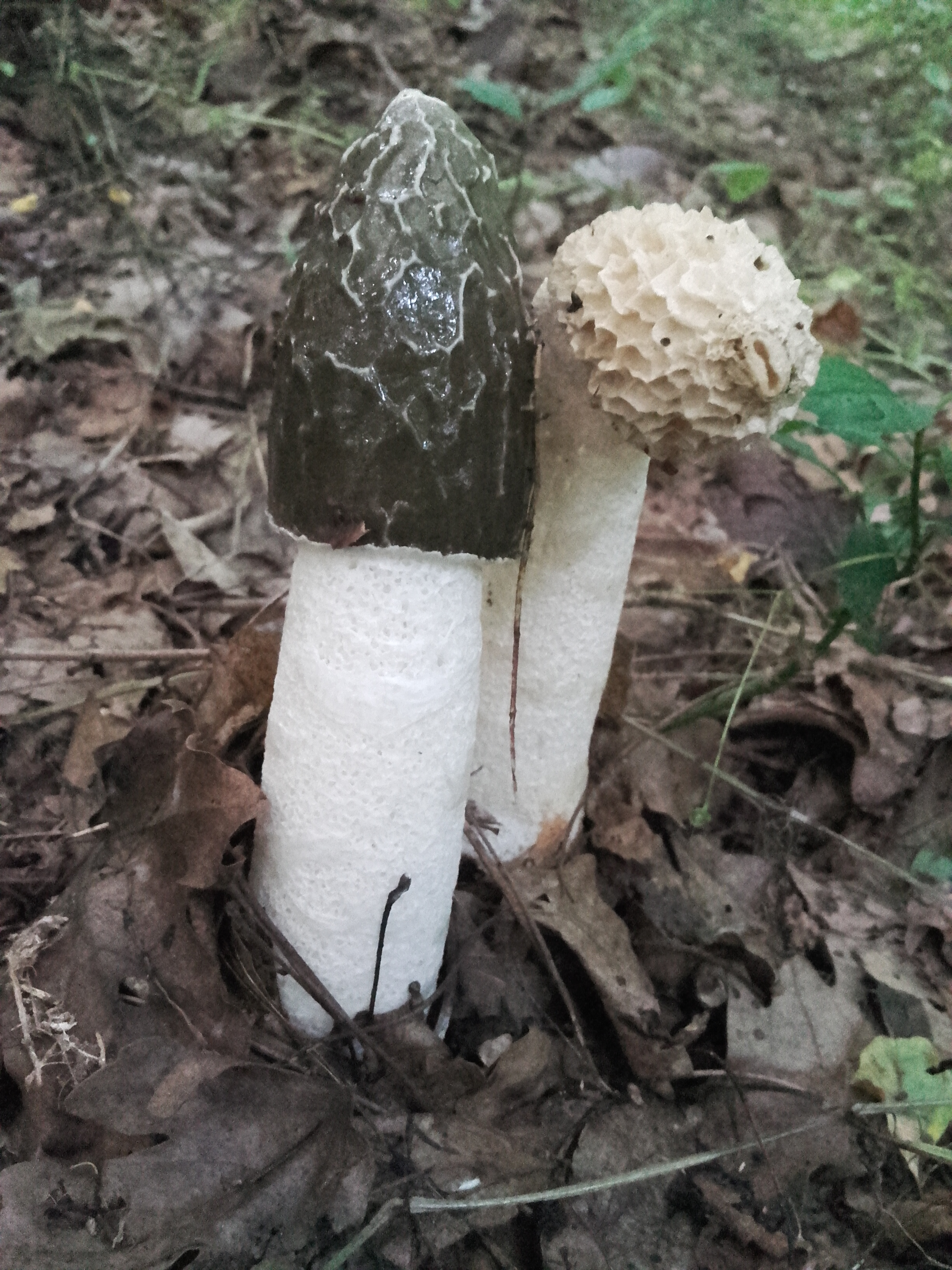
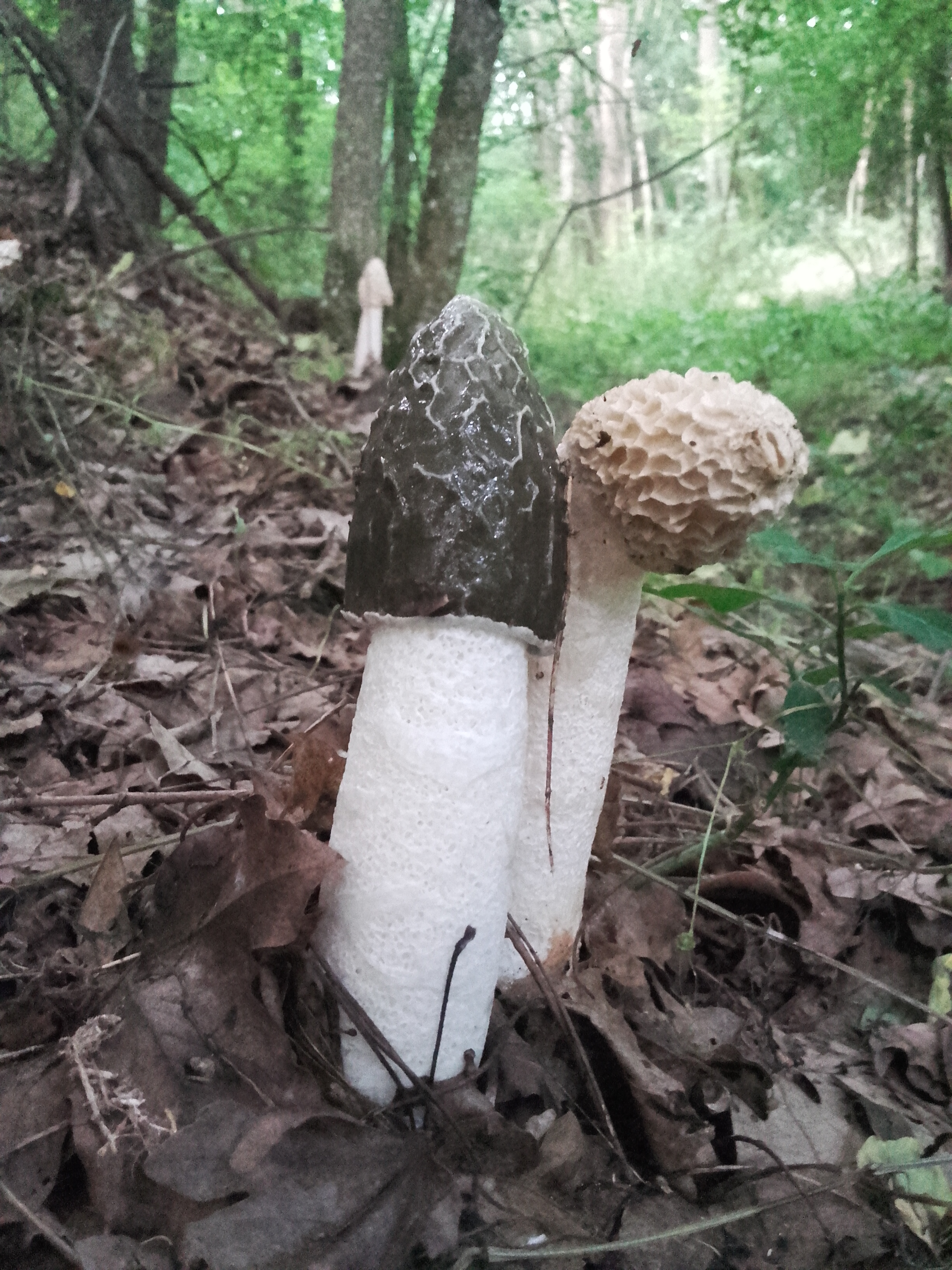
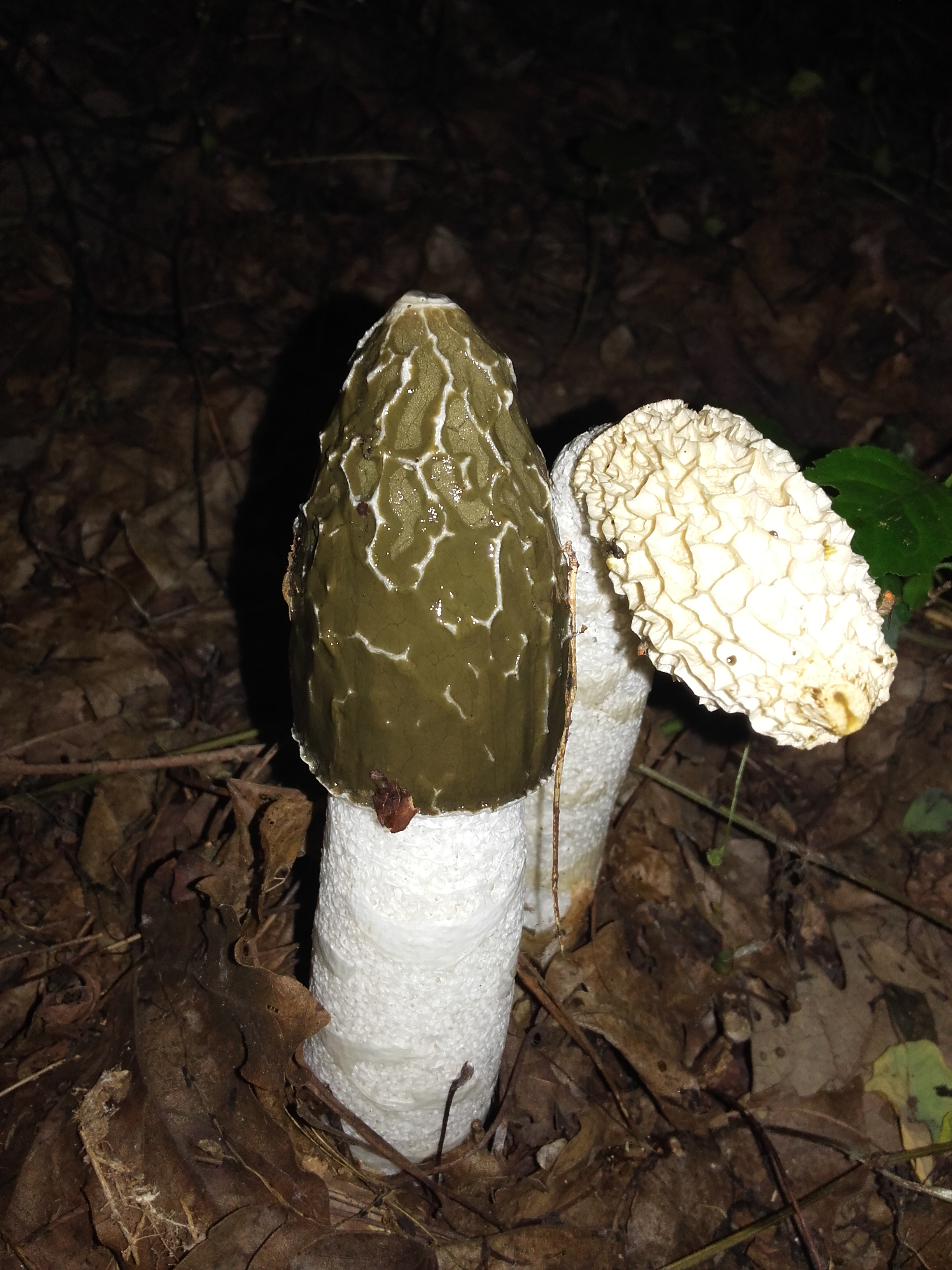